# ブリッジウォーター・フォー
ブリッジウォーター・フォー (The Bridgewater Four) は、1978年にイングランド中部のスタウアブリッジ (Stourbridge) で、当時13歳の少年カール・ブリッジウォーター (Carl Bridgewater) を至近距離から銃撃し殺害したとして有罪となった4人を指す表現である。4人の有罪判決は18年後に覆されたが、真犯人は見つかっておらず事件は未解決のままである。

## 殺人
カール・ブリッジウォーター （1965年1月2日 - 1978年9月19日）は、スタウアブリッジから北西に3マイルほど離れた、A449 沿いのスタッフォードシャー州ユー・ツリー農場 (Yew Tree Farm) で、新聞配達の途中、農場へ盗みに入っていた犯人に射殺された。農場に住んでいた老夫婦は、そのとき不在だった。少年は新聞配達を始めて2ヶ月しかたっていなかったが、この家の住人の老夫婦とは親しく、障害のある住人のために、裏口から家に入って新聞を室内まで運び入れるようにしていた。その日も少年は、いつものように家の中へ入った。少年は犯人によって居間に連れ込まれ、至近距離から頭部を撃たれた。

## 有罪判決
ブリッジウォーター・フォーと呼ばれたのは、パトリック・モロイ (Patrick Molloy)、ジェームズ・ロビンソン (James Robinson)、そして従兄弟同士であるマイケル・ヒッキー (Michael Hickey) とヴィンセント・ヒッキー (Vincent Hickey) の4人であった。モロイは、1978年11月に、ヘイルズオーエン (Halesowen) に近いウスターシャー州ロムズリー (Romsley) で農家に盗みに入ったため逮捕された。現場はブリッジウォーターの殺害現場から10マイルほど離れた場所であった。警察に追及されたモロイは、自分が2階の寝室にあがって物色中に1階で銃声が聞こえた、と証言した。この自供の直後に、残りの3人が逮捕された。
4人全員がブリッジウォーターに対する謀殺 (murder) を否認したが、モロイを除く3人には有罪判決が下された。モロイは故殺罪 (manslaughter) で有罪となった。当時45歳だったジェームズ・ロビンソンと、当時25歳だったヴィンセント・ヒッキーは、最低25年は仮釈放のない終身刑を言い渡された。これは最短でも2004年、それぞれが70歳と50歳にならなければ出所が叶わないことを意味していた。当時17歳だったマイケル・ヒッキーは、有罪となった他の2人より短い刑になるものと予想されていたが、無期留置（女王陛下のお許しがあるまでの留置）の判決を受けた。当時51歳だったパトリック・モロイは、最も短い懲役12年の判決を受け服役したが、収監2年後に心臓発作で獄死した。

## 有罪判決の破棄
1997年2月、数多く繰り返された裁判闘争の末、控訴院は証拠の一部がモロイの自供を促す目的で警察によって捏造されており、裁判が不公正であったと認めて有罪判決を覆した。しかし控訴院の裁判官たちは、殺害の現場にいたとするヴィンセント・ヒッキーの自供については、「理性ある陪審団が有罪判決を下すと推認できるだけの証拠があるものと判断される」という意見も付した。
しかしこの判決を受け、検察庁 (Crown Prosecution Service) はヴィンセント・ヒッキーについて公益を考慮して謀殺罪での再審を求めず、重大な武装強盗の罪で追及することもしないことを決定した。
ヴィンセント・ヒッキーは釈放後、「有罪判決は破棄され放免されたのだから、自分に関してはこれで終わりだ。」と述べた
1997年より前にも、控訴は取り組まれていたが、1989年3月の控訴請求は却下されていた。
メディアは、別の殺人事件で謀殺罪で有罪となっていた1940年生まれのヒューバート・スペンサー (Hubert Spencer) が真犯人ではないかと、長年にわたって報道してきた。救急車の運転手であり、スタウアブリッジのワーズリー (Wordsley) 地区でブリッジウォーターの近所に住んでいたスペンサーは、殺人事件の直後にも警察の捜査対象となっていたが、その理由の一つは事件があった日の午後に現場の農場で目撃されたのと同型の、青いボクスホール・ヴィヴァ (Vauxhall Viva) をふだん運転していたためであった。目撃証言では、その車を運転していたのは制服を着た男だったとされていた。しかし4人が容疑者として逮捕された後は、警察はスペンサーを捜査対象から外した。その直後、当時70歳だったヒューバート・ウィルクスが、近くのハロウェイ農場 (Holloway Farm) で射殺された。被害者はブリッジウォーターと同じようにソファに座っているところを射殺されていた。1980年にスペンサーは終身刑となったが、15年間刑に服した後1995年に仮釈放された。
ブリッジウォーター・フォーの4人の自由放免を求める運動を主導したのは、マイケル・ヒッキーの母アン・ウェラン (Ann Whelan) と、キャンペーン・ジャーナリストのポール・フット (Paul Foot) であった。スタッフォードシャー州の警察に所属する4人の警察官を証拠の捏造で告発する訴訟も進められたが、1998年12月に訴訟は取り下げられた。
控訴院は、マイケル・ヒッキーとヴィンセント・ヒッキーについて逸失所得補償額の4分の1を収容中に得た食住の費用として相殺すべきである、とした内務省任命の査定者の主張に合意した判断を下し、獄中の収容者のために活動している人々から「病的 (sick)」と非難された。これが前例となり、内務省は現在もこの原則に従っている。2007年には、獄中死したパトリック・モロイを除いたブリッジウォーター・スリー (Bridgewater Three) の3人によって、この通称「ベッド・アンド・ブレックファスト代」の不当を訴える裁判が起こされたが、当時の貴族院の常任上訴貴族（法官貴族）はこの原則を支持する判断を下した。
ジェームズ・ロビンソンは、2007年8月30日に73歳で肺がんにより亡くなった。